# Santiago Cirugeda
Santiago Cirugeda Parejo (Sevilla, 1971) es un arquitecto español.

## Biografía
Santiago Cirugeda es un arquitecto sevillano nacido en 1971 que ha desarrollado proyectos arquitectónicos, escrito artículos y participado en diferentes debates, mesas redondas, congresos o bienales de arquitectura. Se tituló como arquitecto en la Universidad Internacional de Cataluña (ESARQ) de Barcelona. En el ámbito de la realidad urbana, aborda temas como la arquitectura efímera, reciclaje, estrategias de ocupación e intervención urbana, incorporación de extensiones a edificios construidos a modo de prótesis, y la participación ciudadana en los procesos de toma de decisión sobre asuntos urbanísticos.
Se define como arquitecto social y aprovecha vacíos legales para beneficio de la comunidad, participa en intervenciones que investigan los marcos legales que ordenan la ciudad y desarrolla protocolos para ser usados por colectivos o ciudadanos, tanto para mejora de fragmentos urbanos, como para el desarrollo de proyectos particulares que permitan solucionar una vivienda. En concreto, muchas de sus «recetas urbanas» que propone como subversivas y revolucionarias pasan por aprovechar las normativas que permiten la instalación provisional de elementos como cubas y mobiliario en el espacio público que no ha sido equipado por la administración, además de andamios y construcciones en azoteas para crear extensiones de viviendas que busquen soluciones habitacionales en espacios residuales.
El trabajo realizado con numerosos colectivos que trabajan en ámbitos urbanos: hackers, urbanistas, activistas y arquitectos, ha producido la creación de una red llamada Arquitecturas Colectivas, que usan como herramientas de trabajo e información.
Tomó parte en la fundación en 2007 de ASA, Asociación Sostenibilidady Arquitectura, dedicada al desarrollo de los principios de la sostenibilidad en la arquitectura y el urbanismo.
El 8 de octubre de 2022, participó como ponente en la conferencia "Cooperación social y Bitcoin. Ciudades futuras. Micrópolis", perteneciente al ciclo de conferencias del evento "Watch Out, Bitcoin!". Dicha participación causó bastante controversia entre los asistentes.

## Exposiciones
El Museo de Arte Contemporáneo de Castilla y León (MUSAC), ubicado en León, creó junto a la Fundación Luis Seoane Usted está aquí, una exposición de los proyectos y construcciones realizados hasta el momento por Santiago, y donde se celebró el 20 aniversario de su proyecto Recetas Urbanas, a través de material audiovisual y piezas documentales. El proyecto se exhibió desde el 27 de octubre de 2018 hasta el 20 de enero de 2019.

## Principales Obras
- 1996. Barrio de San Bernardo  (Proyectar con Luces. Cesión vecinal de energía). Sevilla.
- 1997. Calle San Luis (Instalación contenedor  S.C.). Sevilla.
- 1997. Plaza de San Marcos (Ocupación de andamiaje). Sevilla.
- 1997. Calle Divina Pastora. (Habitación en andamio). Sevilla.
- 2000. Vivienda ilegal en el casco histórico. (sistema de protección de testigos).
- 2001. Ocupación de árboles. Casa insecto, la estrategia de la garrapata.
- 2001. Proyecto de refugios para excursionistas en los Toros de Osborne.
- 2002. Ocupación de solares con arquitectura mobiliaria. Sevilla-Madrid.
- 2003. Proyecto de centro de artes visuales. Arquitectura autómata. Sevilla.
- 2004. Apertura de solares con equipamiento público. Sevilla.
- 2005. Prótesis institucional. Ampliación del Centro de arte contemporáneo de Castellón ESPAI.
- 2005. Edificio desmontable. Viviendas unipersonales. Ocupación de solar. Barcelona.
- 2005. Sábanas Rígidas. Viviendas camufladas.
- 2005. Aularios-Trinchera Autoconstruidos. Facultad de Bellas Artes de Málaga.
- 2005-2006. Desmontaje y Montaje Aula Abierta. Granada.
- 2006. Memorial víctimas de la guerra civil “Málaga 1937” junto a Rogelio López Cuenca.
- 2006. 35 viviendas para jóvenes en alquiler. Proyecto de gestión Social Basauri (no construido).
- 2006. Urbanización de 5000 m² sobre cubierta no transitable. Mixart-Myrys. Toulouse (no construido).
- 2006. Estudios en Alquiler en la cubierta de la Escuela Arte 4. Vivero de Empresas. Madrid.
- 2007. Viviendas alegales contratadas en cubiertas comunitarias.
- 2007. Corte de Carretera. EL cotillo. Fuerteventura. Proyecto en el territorio.
- 2007. Cooperativa Cit-Arte. Sevilla (no construido).
- 2007. Creación e instalación de mobiliario alegal. Vigo-Madrid.
- 2007-2008. Rehabilitación de Poblado Chabolista en As Rañas. La Coruña.
- 2007-2008. Reutilización y “tuneado” de 45 contenedores de vivienda para colectivos sociales.
- 2008. Centro Convivencial en poblado chabolista “Penamoa”. La Coruña.
- 2008-2009. Reutilización y “tuneado”  pista de autos de choque. Teatro ambulante. PISTA DIGITAL
- 2009. Araña Reciclable con contenedores. Estudio Portátil. Sevilla.
- 2009. Proyectos de Cooperación en Uruguay-Paraguay con AECID.
- 2009. Escuela Andaluza de Circo. Sevilla (en construcción).
- 2009. Talleres de Formación. Cañada Real. Parroquia Santo Domingo de la Calzada.
- 2009. Reciclaje de edificio de Alta Tensión. Olmeda de la Cuesta (no construido).
- 2010. Ampliación Chill-out + aldana para la Zanfoña. Coca de la Piñera.
- 2011. Centro de Diseño en Benicàssim. Reutilización y “tuneado” de 6 contenedores. Proyectalab